# Anthidium vigintipunctatum
Anthidium vigintipunctatum är en biart som beskrevs av Heinrich Friese 1908. Anthidium vigintipunctatum ingår i släktet ullbin, och familjen buksamlarbin. Inga underarter finns listade i Catalogue of Life.